# Ahuna Mons

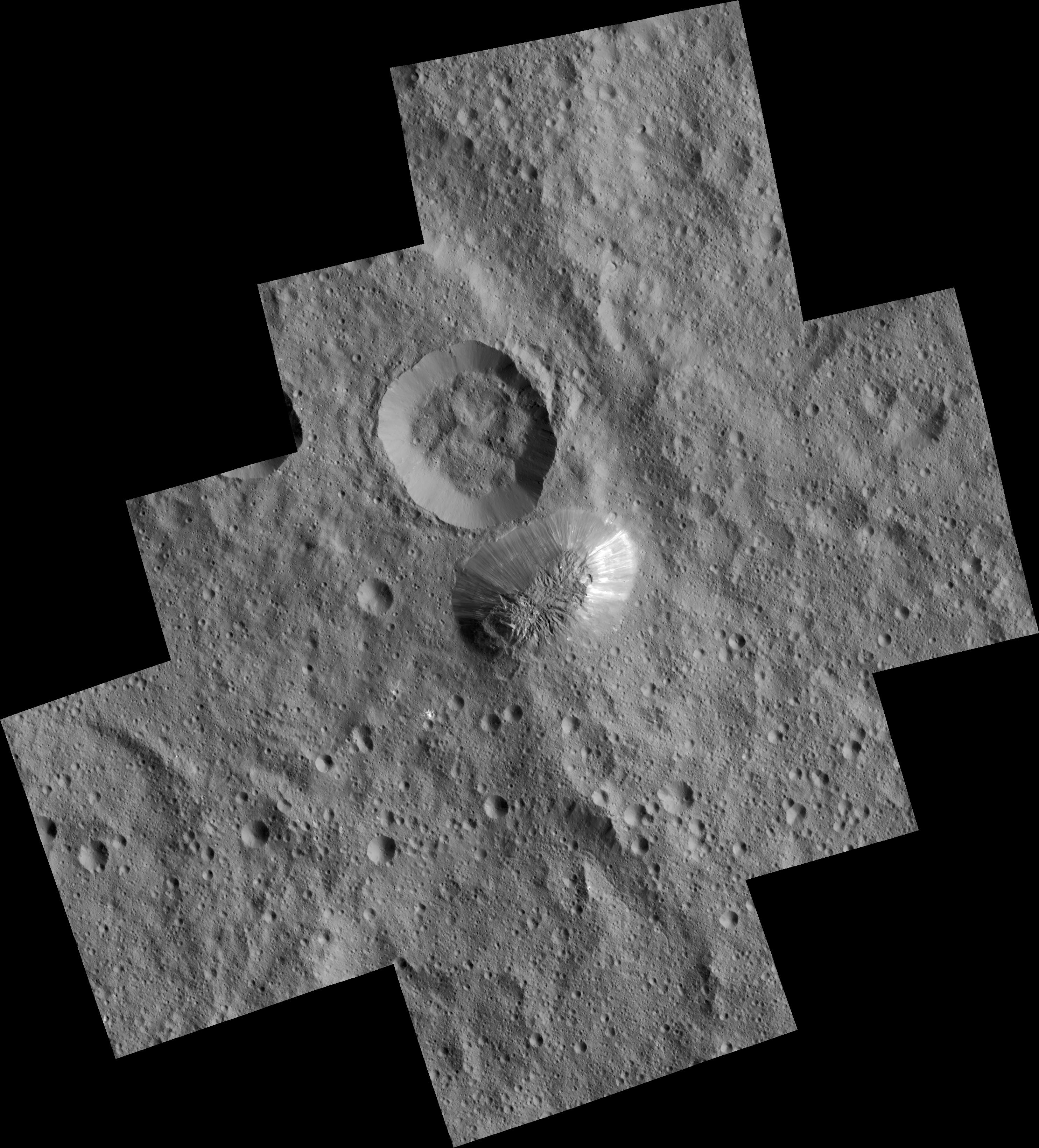
Ahuna Mons

Ahuna Mons är ett berg på Ceres. Det är omkring 4–5 kilometer högre än dess omgivning, och har en diameter på ungefär 20 kilometer. Det är okänt hur det har bildats.